# Droit kényan
Le droit kényan est le droit appliqué au Kenya depuis l'indépendance du Royaume-Uni le 12 décembre 1963.

## Sources du droit
Les sources primaires du droit kényan sont listées dans la section 3 du Judicature Act.

### Constitution
L'article 2(1) de la Constitution dispose qu'elle est la loi suprême de l’État. L'alinéa 4 dispose que toutes normes, dont le droit coutumier, contraire à la Constitution est nulle dans la mesure de son inconstitutionnalité. De même, tout acte ou omission contraire à cette Constitution sont invalides.

### Coutume internationale, traités et accords internationaux
L'article 2(5) dispose que les règles générales de droit international font partie du droit kényan. L'article 2(6) dispose de même pour les traités et accords internationaux.

### Législation
La législation inclut les actes votés par le Parlement ainsi que la législation subsidiaire, c'est-à-dire les lois adoptées sous l'autorité d'un acte du Parlement.
Certains actes du Parlement britannique cités dans le Judicature Act font aussi partie du droit kényan : Admiralty Offences (Colonial) Act, 1849, Evidence Act, 1851 (sections 7 et 11), Foreign Tribunals Evidence Act, 1856, Evidence by Commission Act, 1859, British Law Ascertainment Act, 1859, Admiralty Offences (Colonial Act), 1860, Foreign Law Ascertainment Act, 1861, Conveyancing (Scotland) Act, 1874 (ection 51), et l’Evidence by Commission Act, 1885.
De même, certains actes du Parlement indien font partie du droit kényan, dont le transfer of Property Act, 1882.
Enfin, les statuts anglais d'application générale votés avant le 12 août 1897 font partie du droit kényan à moins qu'une loi kényane, ou une loi anglaise adoptée par la suite et rendu applicable au Kenya, l'ait abrogé.

### Common law
La common law et les doctrines de l'équité ne sont applicables qu'aux habitants du Kenya dès lors que les circonstances le permettent.

### Droit coutumier africain
Il n'est applicable qu'en matière civile lorsqu'une partie ou plus y est soumis ou affecté par celui-ci, dès lors qu'il est applicable et qu'il n'est pas contraire à l'idée de justice et de moralité ou contraire aux lois. Le droit coutumier africain diffère en fonction des tribus.

### Droit musulman
Le droit musulman est une source très limitée du droit kényan. Il est appliqué dans les tribunaux de cadi quand tous les partis sont de religion musulmane, qu'ils s'accordent pour se mettre sous ce droit, et pour les seules questions de statut personnel, du mariage, du divorce et de succession.

## Organisation juridictionnelle

### Cour suprême
La Cour suprême, établie par l'article 164 de la Constitution, est la plus haute juridiction kényane. Elle a une juridiction exclusive en ce qui concerne les disputes électorales. Elle reçoit les pourvois formés depuis la Cour d'appel en cas d'interprétation ou d'application de la Constitution.

### Cour d'appel
La Cour d'appel est une cour supérieure composée d'un minimum de 12 juges. Elle est la juridiction d'appel en matière civile et pénale. Ses décisions sont contraignantes sur toutes les Cours subordonnées, dont la Haute Cour.

### Haute Cour
La Haute Cour est la juridiction d'appel originale en matière pénale et civile pour déterminer si des libertés et droits fondamentaux ont été refusés, violés ou menacés.

### Cours subordonnées
La juridiction de ces cours est déterminée sur une base territoriale ou pécuniaire.
Ces cours sont :
- les Cours de cadi : elles sont établies par le Kadhi’s Courts Act et ont juridiction pour déterminer les questions liées au droit musulman. Les appels formés depuis cette Cour sont entendus par la Haute Cour[1].
- le tribunal pour enfants, établi en 2001, est la Cour spécialisée en matière d'enfance. Elle prend connaissance des affaires en matière de responsabilité parentale, des institutions pour enfants, de garde à vue, de protection des enfants, des enfants dans le besoin. Elle n'est pas compétente pour prendre connaissance des affaires concernant un enfant accusé de meurtre seul, ou accompagné d'un adulte[1].
- le tribunal de location ayant une juridiction spéciale en matière de conflit entre le propriétaire et le loueur[1].
- le tribunal des marchés publics[1].

## Sources

## Compléments